# Orthobula spiniformis
Orthobula spiniformis är en spindelart som beskrevs av Tso et al. 2005. Orthobula spiniformis ingår i släktet Orthobula och familjen flinkspindlar.
Artens utbredningsområde är Taiwan. Inga underarter finns listade i Catalogue of Life.